# Otto Heller (hockey sur glace)
Otto Heller (né le 30 novembre 1914) est un joueur professionnel suisse de hockey sur glace.

## Carrière
Otto Heller fait sa carrière essentiellement au CP Berne puis en Série A la saison 1943-1944 au Genève-Servette Hockey Club et la saison 1944-1945 au HC Château-d'Œx.
Il participe avec l'équipe nationale aux Jeux olympiques de 1936 ainsi qu'aux championnats du monde de hockey sur glace 1935 et 1938.